# Карибски жаби
Карибските жаби (Peltophryne) са род земноводни от семейство Крастави жаби (Bufonidae).
Таксонът е описан за пръв път от австрийския зоолог Леполод Фицингер през 1843 година.

## Видове
- Peltophryne armata
- Peltophryne cataulaciceps
- Peltophryne empusa – Кубинска жаба
- Peltophryne florentinoi
- Peltophryne fluviatica
- Peltophryne fracta
- Peltophryne fustiger
- Peltophryne guentheri
- Peltophryne gundlachi
- Peltophryne lemur
- Peltophryne longinasus
- Peltophryne peltocephala – Карибска крастава жаба на Чуди
- Peltophryne taladai